# Мали Каменец
Мали Каменец (словац. Malý Kamenec) — село в окрузі Требішов Кошицького краю Словаччини. Площа села 5,64 км². Станом на 31 грудня 2016 року в селі проживало 436 жителів.

## Історія
Перші згадки про село датуються 1358 роком.

## Географія
Протікають Малокаменський канал і Горноберецький канал.

## Населення
| Рік:            | 1994. | 2004.   | 2014.   | 2024.   |
| --------------- | ----- | ------- | ------- | ------- |
| Кількість осіб: | 484   | 457     | 445     | 410     |
| Різниця:        |       | -5,57 % | -2,62 % | -7,86 % |

| Рік:            | 2023. | 2024.   |
| --------------- | ----- | ------- |
| Кількість осіб: | 420   | 410     |
| Різниця:        |       | -2,38 % |